# Mehdía
Mehdía (en árabe: المهدية, al-mahdīya; en francés, Mehdia o Méhédia) es una ciudad marroquí, perteneciente a la provincia de Kenitra, región de Rabat-Salé-Kenitra. Según el censo de 2004 tenía una población de 16 262 habitantes.
Se encuentra situada junto al estuario del río Sebú, a 7 km de Kenitra y a 30 km de la capital, Rabat.

## Toponimia
Mehdía se llamó anteriormente al-Ma'mura. En el siglo XVIII fue denominada por los españoles como La Mamora.

## Historia
Se cree que estuvo habitada por los cartagineses desde el siglo V a. C..
En 1515 fue brevemente ocupada por los portugueses, que fundaron un fuerte llamado São João da Mamora, pero fueron expulsados pocas semanas después de desembarcar.
A finales del siglo XVI se convirtió en nido de piratas al acecho de la flota de Indias. Ante esta situación, en 1610 los españoles capturaron Larache. En 1614, para asegurar Larache, una gran flota de noventa y seis navíos al mando de Luis Fajardo partió de Cádiz para ocupar La Mamora. Aprovechando la inestabilidad del país tras la muerte de Mulay Al-Mansur, en 1614 los españoles ocuparon La Mamora negociando con el sultán Mulay Zidán . De esta época data la actual Qasba de Mehdía, edificada como fuerte San Miguel de Ultramar, obra del ingeniero Cristóbal de Rojas, con una guarnición de unos 1500 hombres. El primer gobernador de La Mamora fue Cristóbal Lechuga. El control español de La Mamora duró sesenta y siete años, hasta que en 1681, fue tomada por el sultán alauí Mulay Ismaíl, que renombró la ciudad como Al-Mahdiya.
En 1795 el sultán  Mulay Slimán cerró el puerto para impedir invasiones extranjeras a Kenitra, lo que supuso el abandono de Mehdía.
En 1911, en época del protectorado francés, los franceses al mando de Louis Hubert Lyautey ocuparon Mehdía, trasladándose en 1913 a Kenitra por lo expuesto de Mehdía a las corrientes y vientos costeros.
En 1942 los Aliados realizaron un desembarco aéreo naval de manera simultánea en Safí, Mohammedía y en Mehdía-Kenitra, conocido este último como batalla de Port Lyautey , durante la Operación Antorcha, en el que la principal defensa la constituían las baterías en la colina sobre la fortaleza.